# The 15 Greatest Songs of The Beatles
The 15 Greatest Songs of The Beatles (subtitulado Saluting Their Return to America and Their First Motion Picture) fue un álbum publicado por Vee-Jay Records en enero de 1965. Sería el último disco que habría de publicar dicha casa discográfica que estuviese asociado al nombre de «The Beatles».  Está constituido por canciones originales de los de Liverpool versionadas por el grupo inglés The Merseyboys.
Solo llegó a vender unas 3000 copias en Estados Unidos.

## Origen
El origen se remonta al grupo británico de Birmingham The Brumbeats. Antes de publicar su primer disco con Decca, tuvieron que cambiar su antiguo nombre de The Plazents por el nuevo recién adquirido, a instancias de la casa discográfica.
Para capitalizar el «mersey beat», que estaba en pleno apogeo en 1963 gracias a los Beatles, se usó el término «brum beat» que los promotores utilizaron para bautizar el sonido de los grupos que provenían de la región del West Midlands inglés. De ahí el nuevo nombre de este grupo musical.
Los Brumbeats no tuvieron demasiado éxito con sus discos grabados para Decca. Sin embargo, al parecerse su sonido al del «mersey sound» de los Beatles, cada vez que el grupo de Liverpool se acercaba a Birmingham para actuar en directo, estos fueron teloneados por los Brumbeats.
Al sonar de forma similar a los Beatles, los Brumbeats se vieron envueltos en un proyecto cuyo resultado fue la publicación de un álbum que contenía quince versiones de canciones de los Beatles, y que fueron interpretadas por los mismísimos Brumbeats bajo otro nombre distinto: The Merseyboys.
La portada del álbum, editado en Estados Unidos por Vee-Jay Records, tendía a la confusión, pues destacaba en ella tres grandes fotos de Lennon, McCartney y Harrison (los tres compositores de las canciones versionadas); la palabra «Beatles» junto a los nombres de John, Paul y George; y la lista completa de las quince canciones originales del grupo cantadas por la banda The Merseyboys, cuyo nombre pasaba casi desapercibido.

## Lista de canciones
Aparte de las canciones anotadas en la etiqueta del disco, también se mencionaban los temas «Please Please Me», «It Won't Be Long» y «Thank You Girl» en la portada del álbum.
Todas las canciones compuestas por Lennon-McCartney, excepto donde esta anotado.
| Cara 1 1. «I Want to Hold Your Hand» 2. «She Loves You» 3. «All My Loving» 4. «I Wanna Be Your Man» 5. «Ask Me Why» 6. «Don't Bother Me» (Harrison) & other songs | Cara 2 1. «All I've Got to Do» 2. «Do You Want to Know a Secret» 3. «Misery» 4. «From Me to You» 5. «I'll Get You» 6. «Hold Me Tight» & other songs |